# Mont-Saint-Vincent
Mont-Saint-Vincent este o comună în departamentul Saône-et-Loire, Franța. În 2009 avea o populație de 330 de locuitori.

## Evoluția populației
| An        | 1975 | 1982 | 1990 | 1999 | 2006 | 2009 |
| --------- | ---- | ---- | ---- | ---- | ---- | ---- |
| Populație | 338  | 327  | 335  | 317  | 314  | 330  |